# غار قمری
غار قَمَری یا اشکفت قمری مربوط به دوران پیش از تاریخ ایران باستان است و در خرم‌آباد، در جبهه شرقی کوه مشرف به گرداب سنگی واقع شده است. این اثر در تاریخ ۱۰ مهر ۱۳۸۰ با شمارهٔ ثبت ۴۱۴۴ به‌عنوان یکی از آثار ملی ایران به ثبت رسیده است. غار قَمَری در غرب شهر خرم‌آباد و در «سفیدکوه» مشرف بر شهر است.
غار قمری از غارهای آهکی دره خرم‌آباد و نخستین بار در سال ۱۳۴۴ توسط فرانک هول از دانشگاه رایس کاوش شده است. در سال ۱۳۹۰ کاوش دیگری توسط بهروز بازگیر در این غار انجام شد که آثاری از دوره‌های پارینه سنگی و پیش از تاریخ طی آن یافت شد.
یک برنامه پژوهشی جدید در راستای ثبت دره خرم‌آباد در فهرست میراث جهانی یونسکو در سال ۱۴۰۳ در غار آغاز شده که تحت هدایت فریدون بیگلری از موزه ملی ایران و سونیا شیدرنگ از دانشگاه شهید بهشتی انجام می‌شود. در کاوشهای جدید غار آثاری از دوره پارینه سنگی میانه شامل ابزارهای سنگی، استخوان‌های حیوانات شکارشده مانند بزکوهی و گوزن و بقایای اجاق آتش یافت شده که ه احتمال فراوان این آثار متعلق به انسان‌های نئاندرتال است.

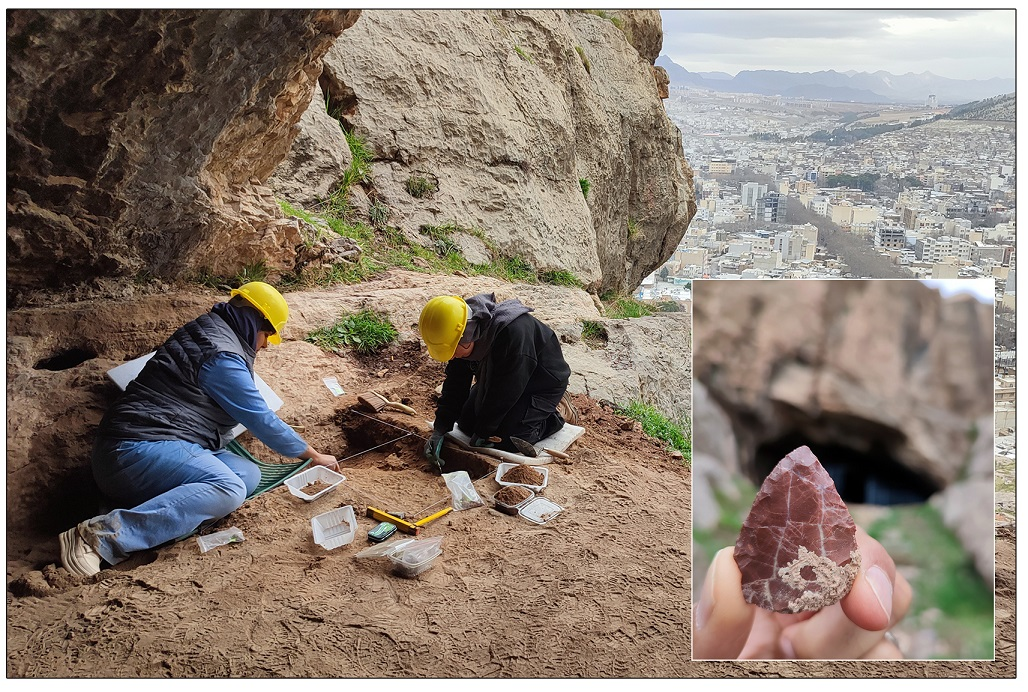
کاوشهای باستان‌شناسی در غار قمری، ۱۴۰۳

## نقشه
این غار شامل ۲ سالن است که سالن اول آن بزرگتر و دارای بقایای باستان‌شناسی چند دوره مختلف پیش از تاریخ و تاریخی است. سالن دوم کاملاً تاریک و مرطوب و دارای روانه سنگ در سقف و دیواره است. کف این سالن صخره ای است و سقف و بعضی قسمت‌ها شامل استلاکتیت و استلاگمیت است. در کاوشهای فرانک هول آثار دوره پارینه سنگی میانه و دوره‌های جدیدتر کشف شد. دهانه غار رو به جنوب شرق و مشرف به گرداب سنگی است و در سال ۱۴۰۳ برای حفاظت بیشتر این غار میراث فرهنگی و طبیعی دربی نرده ای در آن نصب شده است.
دربارهٔ این غار افسانه‌های بسیاری زبانزد مردم محلی است.

## کشفیات
از چند کاوش انجام شده ابزارهای سنگی موسوم به موستری زاگرس مربوط به انسانهای نئاندرتال و همچنین استخوان حیوانات شکار شده مثل بزکوهی، گوزن و گاو وحشی و بقایا زغال و اجاق آتش کشف شده است. همچنین آثار ظروف سفالین دامداران اولیه مروبط به دوره مس سنگی و دوره‌های جدیدتر یافت شده است
ef>«دانشنامهٔ تاریخ معماری و شهرسازی ایران‌شهر». وزارت راه و شهرسازی. بایگانی‌شده از روی نسخه اصلی در ۶ اکتبر ۲۰۱۹. دریافت‌شده در ۱۰ اکتبر ۲۰۱۹.</ref>